# Іванов Ігор В'ячеславович
Ігор В'ячеславович Іванов — український військовослужбовець, полковник Збройних сил України, учасник російсько-української війни. Лицар ордена Богдана Хмельницького II (2022) та III (2017) ступенів, кавалер ордена Данила Галицького (2020).

## Життєпис
2018 — червень 2022 рік командир 56-ї окремої мотопіхотної бригади.
З червня 2022 року командир 115-ї окремої механізованої бригади[джерело?]

## Нагороди
- орден Богдана Хмельницького II ступеня (6 липня 2022) — за особисту мужність і самовіддані дії, виявлені у захисті державного суверенітету та територіальної цілісності України, вірність військовій присязі[2];
- орден Богдана Хмельницького III ступеня (21 серпня 2017) — за особистий внесок у зміцнення обороноздатності Української держави, мужність і самовідданість, виявлені під час бойових дій, високий  професіоналізм та зразкове виконання службових обов'язків[3];
- орден Данила Галицького (4 грудня 2020) — за особисті заслуги у зміцненні обороноздатності Української держави, мужність і самовіддані дії, виявлені у захисті державного суверенітету та територіальної цілісності України, зразкове виконання військового обов'язку[4].